# Wilkesland

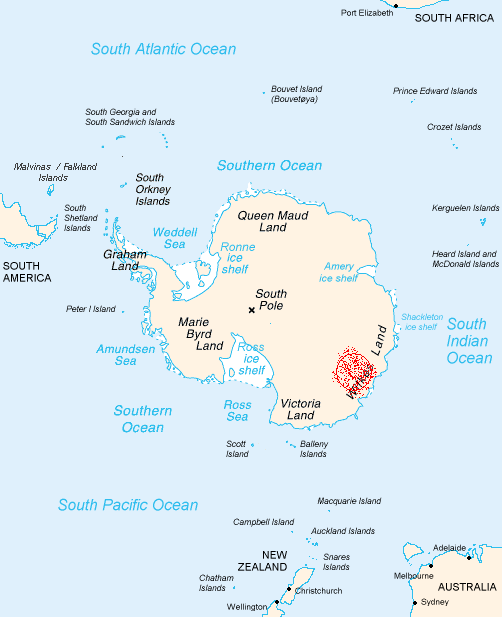
Wilkesland met de locatie van de Wilkeslandkrater (rood)

Wilkesland is een gebied in Zuidoost-Antarctica tussen het Koningin Maryland en Adélieland. het maakt deel uit van het door Australië opgeëiste
Australisch Antarctisch Territorium.
Het land werd genoemd naar admiraal Charles Wilkes, een Amerikaanse marine-officier en leider van een onderzoekexpeditie van 1838-42.